# Almirante Essen (751)
La Almirante Essen (en ruso: Адмирал Эссен), con designación oficial romanizada RFS 751 «Almirante Essen», es una fragata del proyecto 11356R de la Armada de Rusia, la tercera de su clase, que entró en servicio en 2016.
Su nombre se debe al almirante de la Armada Imperial Rusa, Nikolái Ottovich von Essen, un miembro de la nobleza alemana del Báltico que comandó la Flota del Báltico rusa de 1909 a 1914. Es el primer buque nombrado en honor del almirante von Essen.

## Construcción
Fue construida por el Astillero Yantar de Kaliningrado. Fue colocada la quilla en 2011. Fue botado el casco en 2014. Entró al servicio en 2016.

## Historia de servicio
Incorporada a la marina de guerra en 2016, la Almirante Essen es parte de la Flota del Mar Negro y mantiene su apostadero en Sebastopol, junto a sus gemelas Almirante Grigoróvich y Almirante Makárov. Fue asignado a la Flota del Mar Negro.

### Intervención rusa en Siria
Durante el despliegue de buques rusos de la escuadra permanente del Mediterráneo y otros barcos de refuerzo como apoyo a las tropas de intervención rusas en la guerra civil siria, la Almirante Essen fue utilizada como base de artillería para atacar posiciones del Estado Islámico.

### Campaña del Mar Negro
Con el inicio de la invasión rusa de Ucrania, Turquía cerró el estrecho del Bósforo a las naves militares, por lo que los buques rusos de la Flota del Mar Negro quedaron desde entonces en el como parte del operativo naval ruso en la invasión sin posibilidad de retirarse de la zona.
Según un comunicado de la oficina presidencial ucraniana firmado por Oleksii Arestovich el 3 de abril de 2022, la Almirante Essen fue dañada por un ataque ucraniano que inicialmente no indicó el armamento utilizado, más tarde trascendió que un misil de crucero antibuque R-360 Neptuno fue el arma utilizada. El 12 de abril, el Ministerio de Defensa ruso publicó un video grabado desde la Almirante Essen donde se veía a la fragata atacar y destruir un Bayraktar TB2 ucraniano en la costa de Crimea utilizando misiles tierra-aire bulk del sistema «Shtil-1».